# Drypetes grandifolia
Drypetes grandifolia là một loài thực vật có hoa trong họ Putranjivaceae. Loài này được (C.B.Rob.) Pax & K.Hoffm. mô tả khoa học đầu tiên năm 1922.